# هودی
هودی (به انگلیسی: Hoodie) یک پوشاک دارای کاربردی مشابه پلیور است. به‌طور دقیق‌تر، هودی یک ژاکت یا سویشرت کلاه‌دار است. الزام هودی بودن لباس کلاه داشتن نیست ریشه کلمه هود (Hood) به واژه (Hod) از زبان قبیله‌ای از ژرمن‌ها در قرن ۵ میلادی بازمی‌گردد که به معنای (Hat) یا کلاه امروزی است. در گذشته بسیاری از کشیش‌ها و راهبان، تونیک یا ردای بلند و کلاه‌داری به تن می‌کردند که به نظر می‌رسد طراحی هودی‌های مدرن از همان لباس قدیمی الهام گرفته شده‌است.
در اوایل سال ۱۹۳۰ میلادی، دمای بسیاری از کارخانه‌های نیویورک پایین بود و کارگران در آن سرما باید لباس گرم به تن می‌کردند. از این رو لباس فرم کارگران، شباهت بسیاری به مدل هودی مدرن این روزها دارد؛ بنابراین در این سال‌ها محبوبیت هودی تا سال ۱۹۹۰ بیشتر شد و مورد استقبال دختران و پسران جوان قرار گرفت.
پیش از دهه ۹۰ میلادی، در سال ۱۹۷۰، بسیاری از خواننده‌های رپ آمریکا، از هودی به عنوان لباس مرسوم خود استفاده می‌کردنند. علاوه بر این، فیلم سینمایی راکی با بازی سیلوستر استالونه، باعث محبوبیت بیشتر هودی شد و توجه بسیاری از طراحان لباس و دختران و پسران جوان را به خود جلب کرد.
در آغاز سال ۱۹۹۰ بسیاری از اسکیت بازها و ورزشکاران، از هودی به عنوان لباس ورزشی خود استفاده می‌کردند، از این رو طراحان مطرحی از جمله تامی هایلفیگر، جورجو آرمانی و رالف لورن، کالکشن خود را با ارائه هودی در طرح و رنگ‌های متفاوت، آغاز کردند.
ویژگی‌های هودی چیست؟
هودی شباهت بسیاری به سویشرت و ژاکت دارد، با این تفاوت که شامل کلاه است. معمولاً جنس هودی از نخ و پنبه می‌باشد و داخل بعضی از مدل‌های هودی شامل پشم است. با این حال تنوع هودی روز به روز بیشتر می‌شود و در جنس‌های متفاوتی تولید و عرضه می‌شود.
هودی به صورت جلو بسته و جلو باز زیپ‌دار یا دکمه‌دار با جیب و بدون جیب در بازار به فروش می‌رسد و ویژگی اصلی هودی، کلاه است که وجود یک طناب یا بند برای تنظیم کلاه به‌شکل دلخواه آن را از گروه لباس‌های پاییزه دیگر جدا می‌کند.
این مدل لباس پاییزه و بهاره در میان خانم‌ها و آقایان، به‌خصوص نوجوانان طرفداران بسیاری دارد که معمولاً افرادی که به لباس اسپرت و ورزشی علاقه دارند یا سبک خاصی از استایل، مانند استایل رپ را دنبال می‌کنند، به هودی توجه ویژه‌ای دارند

## نگارخانه

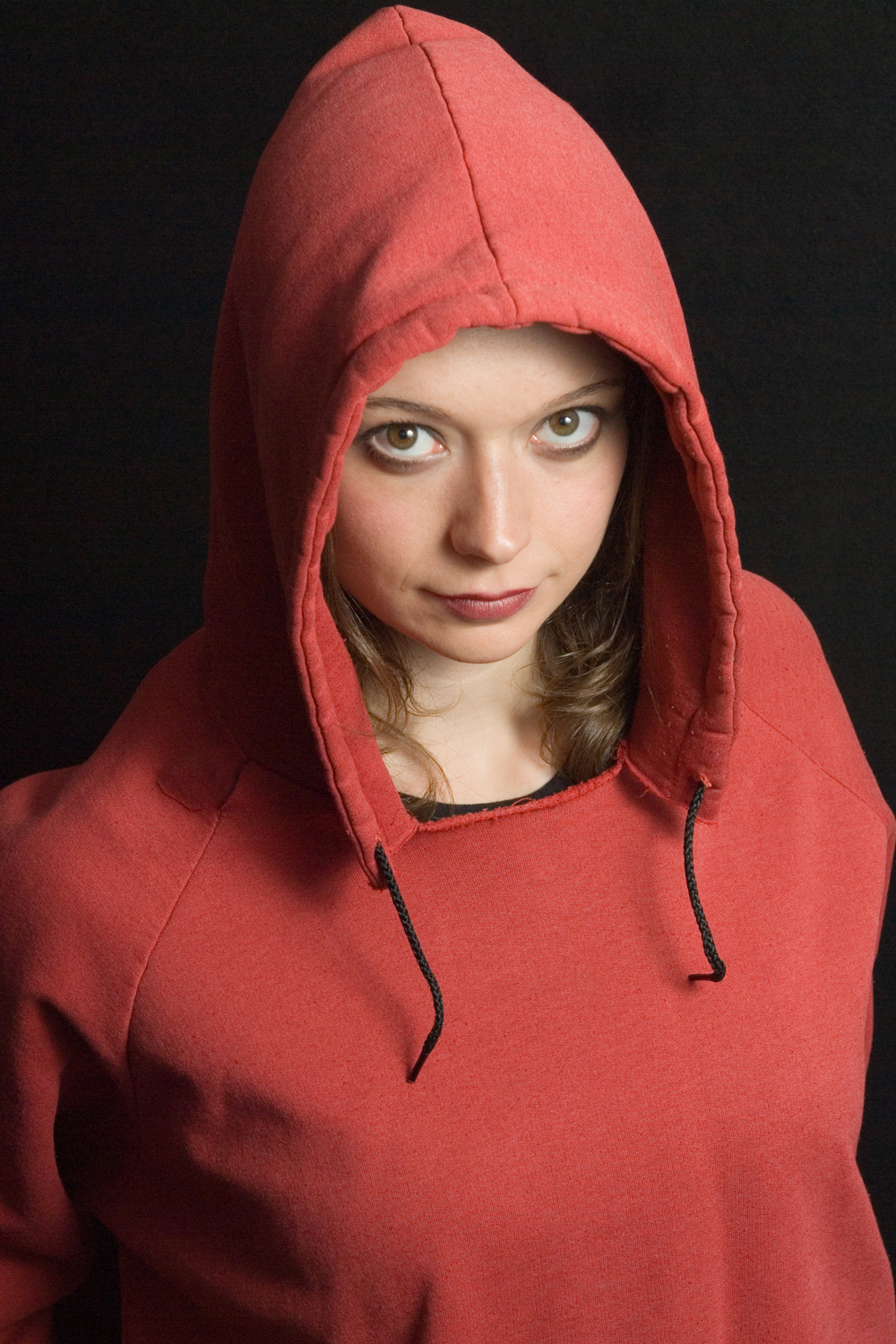
یک هودی که فاقد زیپ است
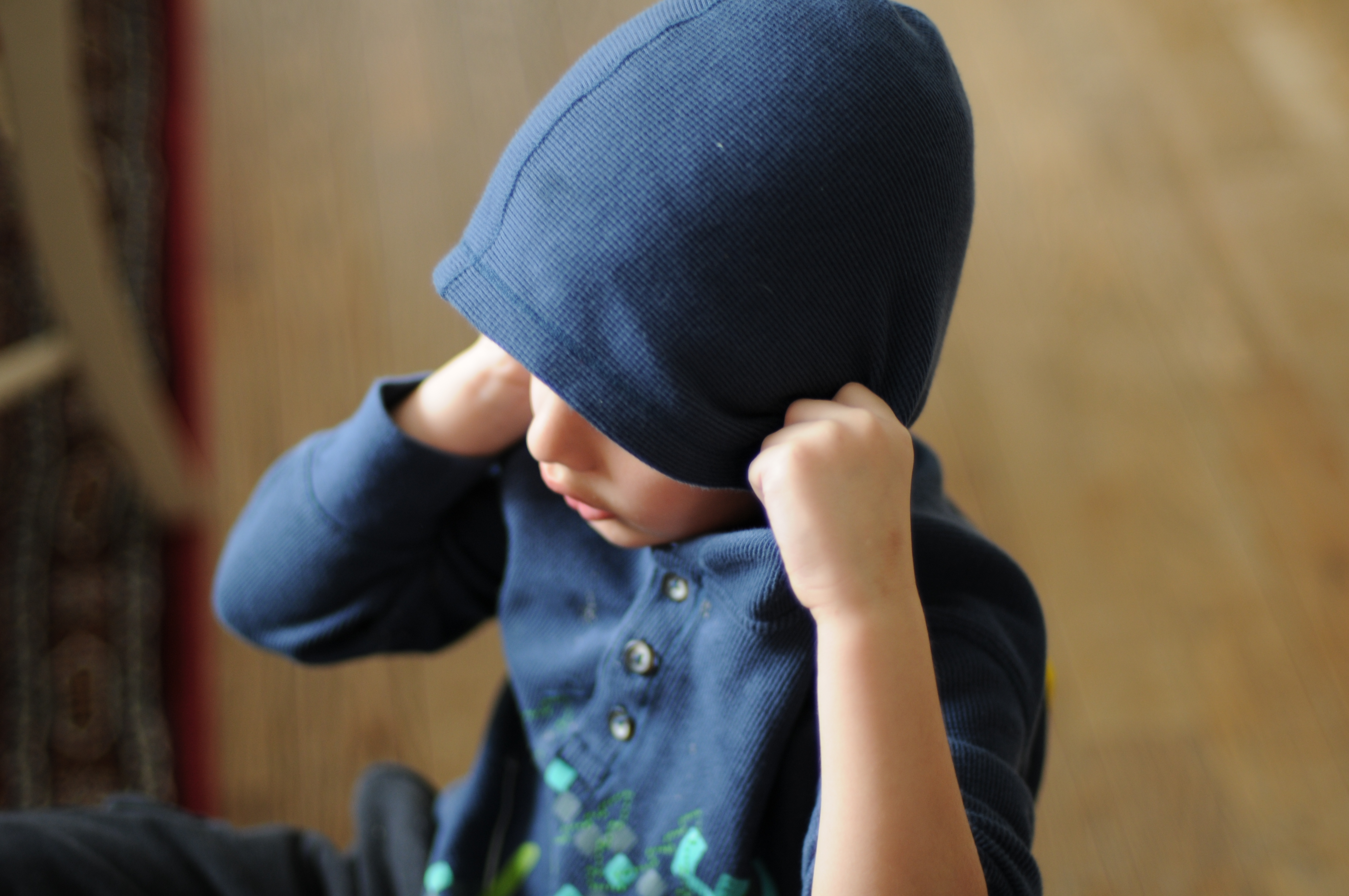
کودکی که یک هودی دکمه‌دار پوشیده‌است
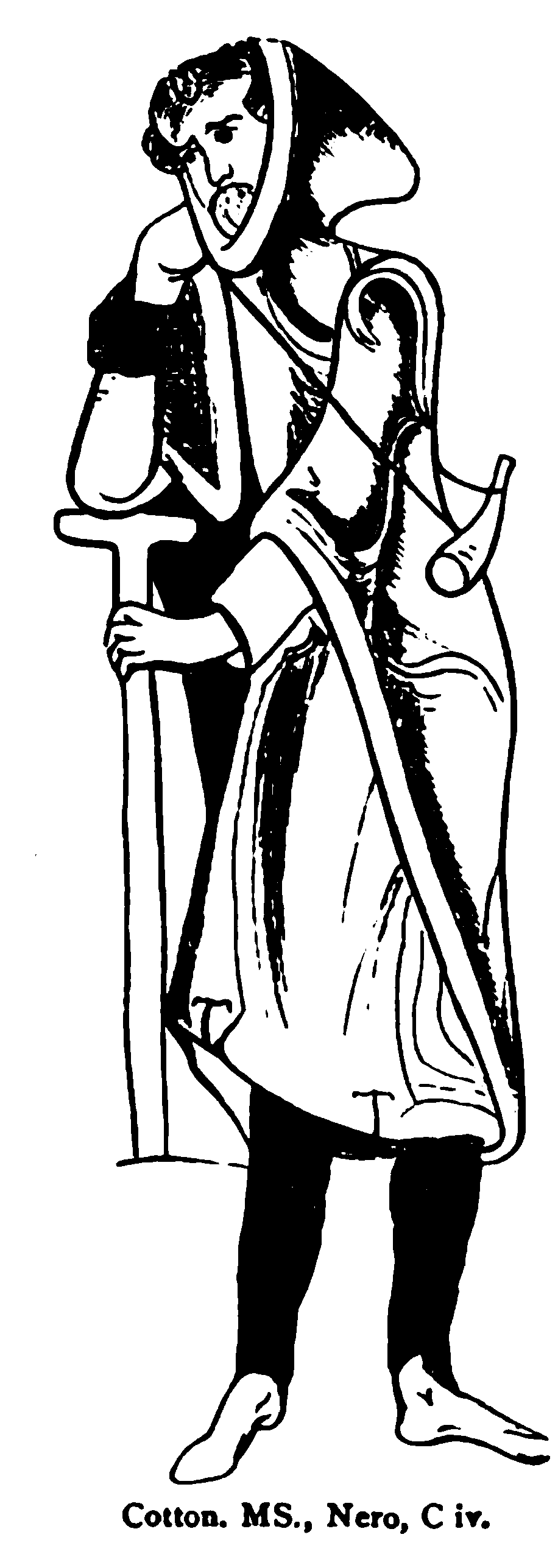
تصویر یک مرد با هودی در قرن دوازدهم که در قرن نوزدهم کشیده شده‌است
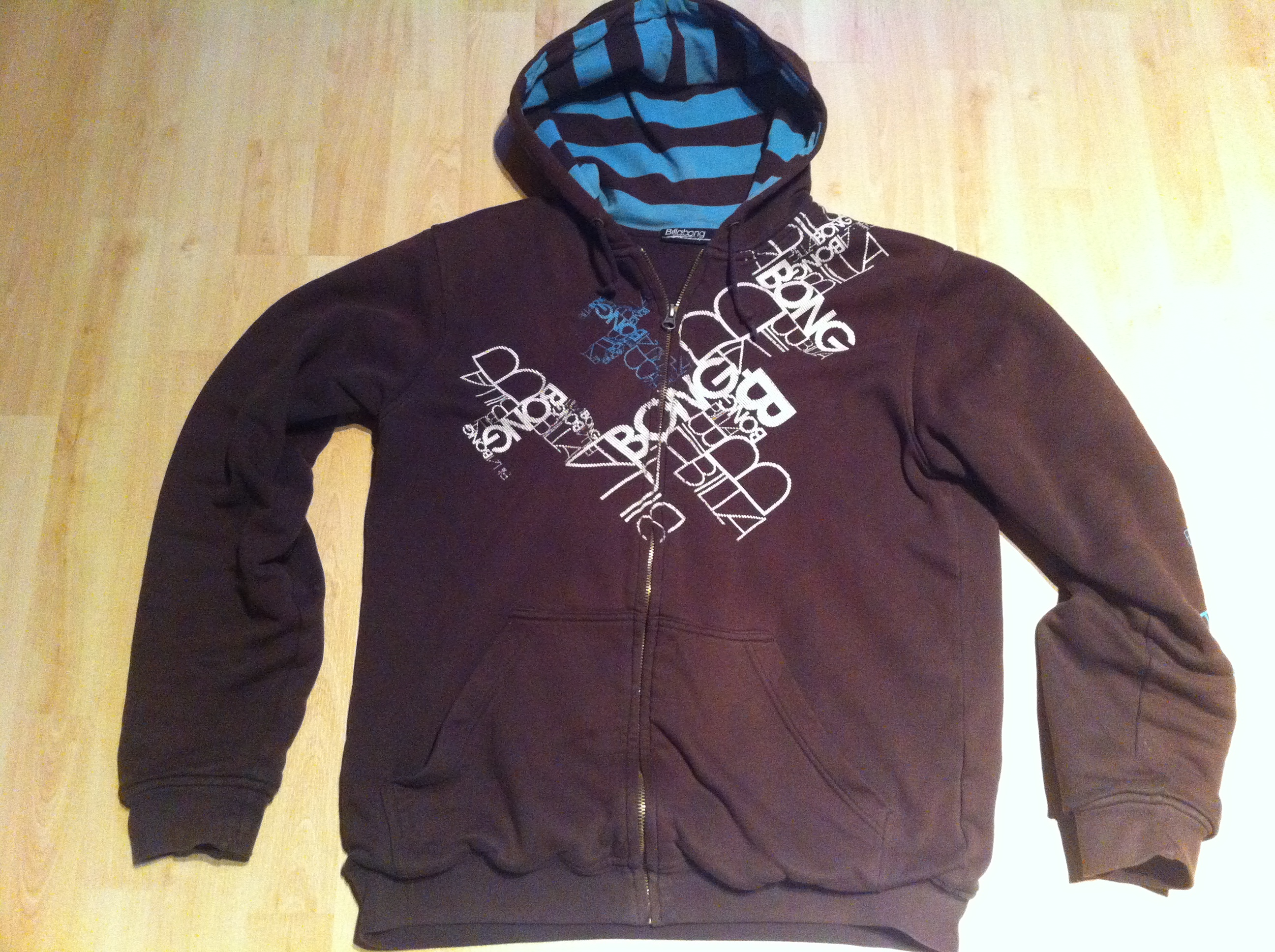
یک هودی دارای بند، زیپ و جیب
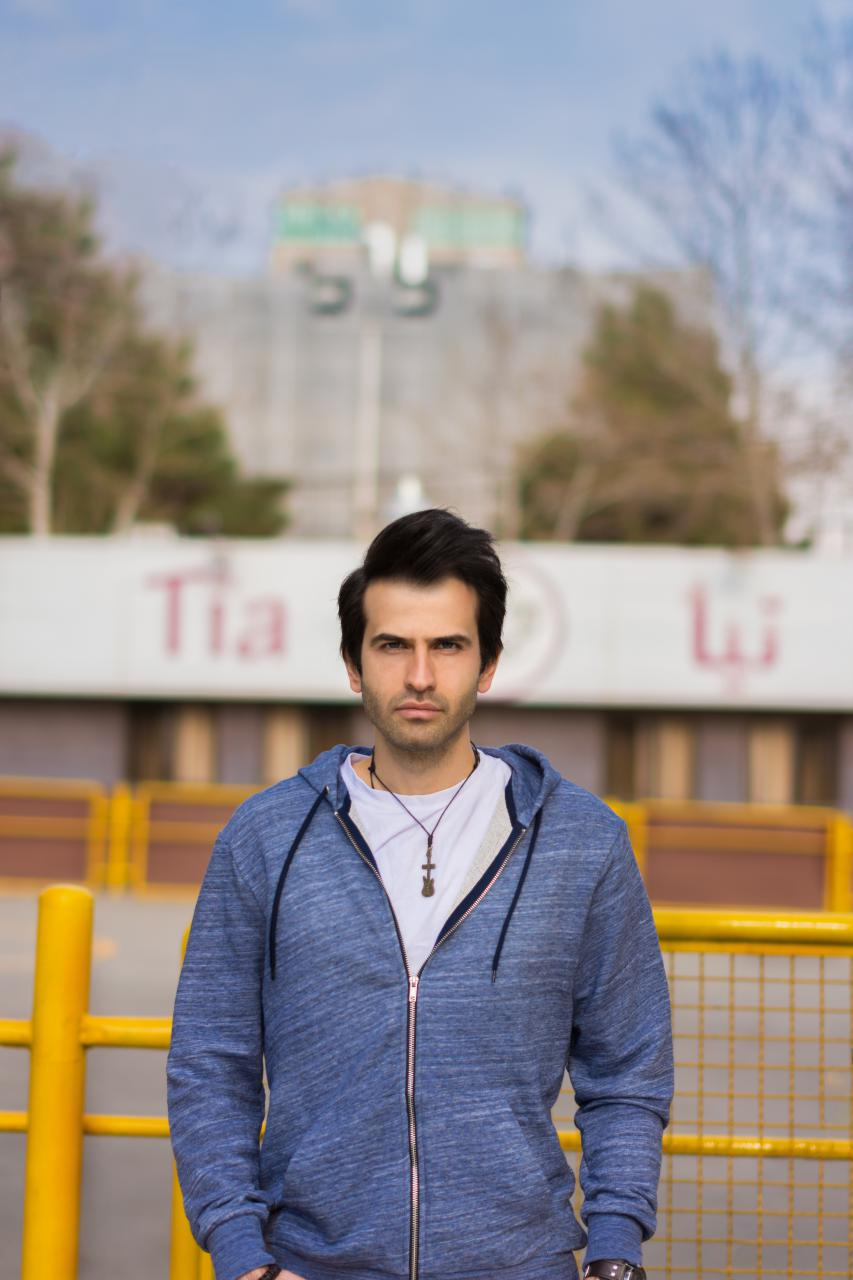
یک مرد جوان در حال عکاسی مدلینگ که یک هودی آبی پوشیده‌است